# Eleições autárquicas de 2017 em Olhão
As eleições autárquicas de 2017 serviram para eleger os diferentes órgãos do poder local autárquico do concelho de Olhão.
O Partido Socialista voltou a vencer as eleições autárquicas com uma votação superior às eleições de 2013 e conseguindo a maioria absoluta na vereação municipal. Assim continuou a tradição de uma câmara socialista.  
O PPD/PSD, CDS-PP, MPT e o PPM criaram uma coligação que ficou em segundo lugar.
A Coligação Democrática Unitária e o Bloco de esquerda perderam ambos os vereadores que cada havia eleito nas eleições de 2013.
Em último ficou o Olhão pelo Cidadão Movimento, que foi um movimento independente criado para estas eleições.

## Lista e candidatos
| Lista | Lista                          | Candidato        |
| ----- | ------------------------------ | ---------------- |
|       | Partido Socialista             | António Pina     |
|       | PSD-CDS-PPM-MPT                | Luciano Jesus    |
|       | Bloco de Esquerda              | Ivo Madeira      |
|       | Coligação Democrática Unitária | Sebastião Coelho |
|       | Olhão pelo Cidadão Movimento   | Rui Santos       |

## Resultados Oficiais
Os resultados nas eleições autárquicas de 2017 no concelho de Olhão para os diferentes órgãos do poder local foram os seguintes:

### Câmara Municipal
| Partido                 | Partido                        | Votos  | %               | +/-   | Vereadores | +/-  |
| ----------------------- | ------------------------------ | ------ | --------------- | ----- | ---------- | ---- |
|                         | Partido Socialista             | 8 542  | 51,75 / 100,00  | 19.15 | 5 / 7      | 2    |
|                         | PSD-CDS-PPM-MPT                | 4 299  | 26,05 / 100,00  | Novo  | 2 / 7      | Novo |
|                         | Bloco de Esquerda              | 1 312  | 7,95 / 100,00   | 1.45  | 0 / 7      | 1    |
|                         | Coligação Democrática Unitária | 1.302  | 7,89 / 100,00   | 4.05  | 0 / 7      | 1    |
|                         | Olhão pelo Cidadão Movimento   | 325    | 1,97 / 100,00   | Novo  | 0 / 7      | Novo |
| Votos Inválidos         | Votos Inválidos                | 725    | 4,39 / 100,00   | 3.87  |            |      |
| Total                   | Total                          | 37 558 | 100,00 / 100,00 |       | 7 / 7      |      |
| Eleitorado/Participação | Eleitorado/Participação        | 16 505 | 43,95 / 100,00  | 2.39  |            |      |

### Assembleia Municipal
| Partido                 | Partido                        | Votos  | %               | +/-   | Deputados | +/-  |
| ----------------------- | ------------------------------ | ------ | --------------- | ----- | --------- | ---- |
|                         | Partido Socialista             | 7 963  | 48,19 / 100,00  | 17.25 | 11 / 21   | 3    |
|                         | PSD-CDS-PPM-MPT                | 4 477  | 27,09 / 100,00  | Novo  | 6 / 21    | Novo |
|                         | Bloco de Esquerda              | 1 673  | 10,12 / 100,00  | 1.39  | 2 / 21    | 1    |
|                         | Coligação Democrática Unitária | 1 613  | 9,76 / 100,00   | 3.29  | 2 / 21    | 1    |
| Votos Inválidos         | Votos Inválidos                | 799    | 4,83 / 100,00   | 4.03  |           |      |
| Total                   | Total                          | 37.558 | 100,00 / 100,00 |       | 21 / 21   |      |
| Eleitorado/Participação | Eleitorado/Participação        | 16.525 | 44,00 / 100,00  | 2.45  |           |      |

### Juntas de Freguesia
| Partido                 | Partido                        | Votos  | %               | +/-   | Presidentes |
| ----------------------- | ------------------------------ | ------ | --------------- | ----- | ----------- |
|                         | Partido Socialista             | 7 848  | 47,52 / 100,00  | 14.66 | 3 / 4       |
|                         | PSD-CDS-PPM-MPT                | 4 891  | 29,62 / 100,00  | Novo  | 1 / 4       |
|                         | Coligação Democrática Unitária | 1 548  | 9,37 / 100,00   | 2.73  | 0 / 4       |
|                         | Bloco de Esquerda              | 1 466  | 8,88 / 100,00   | 2.05  | 0 / 4       |
| Votos Inválidos         | Votos Inválidos                | 762    | 4,61 / 100,00   | 3.13  |             |
| Total                   | Total                          | 37 558 | 100,00 / 100,00 |       | 4 / 4       |
| Eleitorado/Participação | Eleitorado/Participação        | 16 515 | 43,97 / 100,00  | 2.43  |             |

## Resultados por Freguesia

### Câmara Municipal
| Freguesia                                     | %     | %                  | %     | %    | %    | Votantes |
| Freguesia                                     | PS    | PSD- CDS- PPM- MPT | BE    | CDU  | OCM  | Votantes |
| --------------------------------------------- | ----- | ------------------ | ----- | ---- | ---- | -------- |
| Quelfes                                       | 54,53 | 22.61              | 7.71  | 8.51 | 2.35 | 5 839    |
| Olhão                                         | 52,92 | 24.92              | 8.58  | 7.52 | 2.21 | 5 117    |
| União das freguesias de Moncarapacho e Fuseta | 45,98 | 34.66              | 6.11  | 6.84 | 1.29 | 4 108    |
| Pechão                                        | 52,81 | 19.43              | 11.94 | 9.65 | 1.53 | 1.441    |

#### Quelfes
| Partido                 | Partido                        | Votos  | %               | +/-   |
| ----------------------- | ------------------------------ | ------ | --------------- | ----- |
|                         | Partido Socialista             | 3 184  | 54,53 / 100,00  | 22.86 |
|                         | PSD-CDS-PPM-MPT                | 1 320  | 22,61 / 100,00  | Novo  |
|                         | Coligação Democrática Unitária | 497    | 8,51 / 100,00   | 4.65  |
|                         | Bloco de Esquerda              | 450    | 7,71 / 100,00   | 3.24  |
|                         | Olhão pelo Cidadão Movimento   | 137    | 2,35 / 100,00   | Novo  |
| Votos Inválidos         | Votos Inválidos                | 251    | 4,30 / 100,00   | 4.39  |
| Total                   | Total                          | 14 250 | 100,00 / 100,00 |       |
| Eleitorado/Participação | Eleitorado/Participação        | 5 839  | 40,98 / 100,00  | 3.38  |

#### Olhão
| Partido                 | Partido                        | Votos  | %               | +/-   |
| ----------------------- | ------------------------------ | ------ | --------------- | ----- |
|                         | Partido Socialista             | 2 708  | 52,92 / 100,00  | 22.20 |
|                         | PSD-CDS-PPM-MPT                | 1 275  | 24,92 / 100,00  | Novo  |
|                         | Bloco de Esquerda              | 439    | 8,58 / 100,00   | 1.43  |
|                         | Coligação Democrática Unitária | 385    | 2,21 / 100,00   | 6.73  |
|                         | Olhão pelo Cidadão Movimento   | 113    | 2,21 / 100,00   | Novo  |
| Votos Inválidos         | Votos Inválidos                | 197    | 3,85 / 100,00   | 3.57  |
| Total                   | Total                          | 12 682 | 100,00 / 100,00 |       |
| Eleitorado/Participação | Eleitorado/Participação        | 5 117  | 40,35 / 100,00  | 4.17  |

#### União das freguesias de Moncarapacho e Fuseta
| Partido                 | Partido                        | Votos | %               | +/-  |
| ----------------------- | ------------------------------ | ----- | --------------- | ---- |
|                         | Partido Socialista             | 1 889 | 45,98 / 100,00  | 10.9 |
|                         | PSD-CDS-PPM-MPT                | 1 424 | 34,66 / 100,00  | Novo |
|                         | Coligação Democrática Unitária | 281   | 6,84 / 100,00   | 0.68 |
|                         | Bloco de Esquerda              | 251   | 6,11 / 100,00   | 0.75 |
|                         | Olhão pelo Cidadão Movimento   | 53    | 1,29 / 100,00   | Novo |
| Votos Inválidos         | Votos Inválidos                | 210   | 5,11 / 100,00   | 3.05 |
| Total                   | Total                          | 7 761 | 100,00 / 100,00 |      |
| Eleitorado/Participação | Eleitorado/Participação        | 4 108 | 52,93 / 100,00  | 1.94 |

#### Pechão
| Partido                 | Partido                        | Votos | %               | +/-   |
| ----------------------- | ------------------------------ | ----- | --------------- | ----- |
|                         | Partido Socialista             | 761   | 52,81 / 100,00  | 18.26 |
|                         | PSD-CDS-PPM-MPT                | 280   | 19,43 / 100,00  | Novo  |
|                         | Bloco de Esquerda              | 172   | 11,94 / 100,00  | 2.72  |
|                         | Coligação Democrática Unitária | 139   | 9,65 / 100,00   | 4.11  |
|                         | Olhão pelo Cidadão Movimento   | 22    | 1,53 / 100,00   | Novo  |
| Votos Inválidos         | Votos Inválidos                | 67    | 4,65 / 100,00   | 5.30  |
| Total                   | Total                          | 2 865 | 100,00 / 100,00 |       |
| Eleitorado/Participação | Eleitorado/Participação        | 1 441 | 50,30 / 100,00  | 2.77  |

### Assembleia Municipal
| Freguesia                                     | %     | %                  | %     | %     | Votantes |
| Freguesia                                     | PS    | PSD- CDS- PPM- MPT | BE    | CDU   | Votantes |
| --------------------------------------------- | ----- | ------------------ | ----- | ----- | -------- |
| Quelfes                                       | 50,93 | 23,84              | 10,16 | 10,28 | 5 839    |
| Olhão                                         | 50,05 | 25,52              | 10,92 | 9,40  | 5 137    |
| União das freguesias de Moncarapacho e Fuseta | 41,92 | 36,22              | 7,40  | 8,96  | 4 108    |
| Pechão                                        | 48,30 | 19,85              | 14,92 | 11,24 | 1.441    |

#### Quelfes
| Partido                 | Partido                        | Votos  | %               | +/-   |
| ----------------------- | ------------------------------ | ------ | --------------- | ----- |
|                         | Partido Socialista             | 2 974  | 50,93 / 100,00  | 21.40 |
|                         | PSD-CDS-PPM-MPT                | 1 392  | 23,84 / 100,00  | Novo  |
|                         | Coligação Democrática Unitária | 600    | 10,28 / 100,00  | 4.49  |
|                         | Bloco de Esquerda              | 593    | 10,16 / 100,00  | 3.08  |
| Votos Inválidos         | Votos Inválidos                | 280    | 4,79 / 100,00   | 4.47  |
| Total                   | Total                          | 14 250 | 100,00 / 100,00 |       |
| Eleitorado/Participação | Eleitorado/Participação        | 5 839  | 40,98 / 100,00  | 3.37  |

#### Olhão
| Partido                 | Partido                        | Votos  | %               | +/-   |
| ----------------------- | ------------------------------ | ------ | --------------- | ----- |
|                         | Partido Socialista             | 2 571  | 50,05 / 100,00  | 21.05 |
|                         | PSD-CDS-PPM-MPT                | 1 311  | 25,52 / 100,00  | Novo  |
|                         | Bloco de Esquerda              | 561    | 10,92 / 100,00  | 1.68  |
|                         | Coligação Democrática Unitária | 483    | 9,40 / 100,00   | 6.03  |
| Votos Inválidos         | Votos Inválidos                | 211    | 4,11 / 100,00   | 4.00  |
| Total                   | Total                          | 12 682 | 100,00 / 100,00 |       |
| Eleitorado/Participação | Eleitorado/Participação        | 5 137  | 40,51 / 100,00  | 4.36  |

#### União das freguesias de Moncarapacho e Fuseta
| Partido                 | Partido                        | Votos | %               | +/-  |
| ----------------------- | ------------------------------ | ----- | --------------- | ---- |
|                         | Partido Socialista             | 1 722 | 41,92 / 100,00  | 8.17 |
|                         | PSD-CDS-PPM-MPT                | 1 488 | 36,22 / 100,00  | Novo |
|                         | Coligação Democrática Unitária | 368   | 8,96 / 100,00   | 1.05 |
|                         | Bloco de Esquerda              | 304   | 7,40 / 100,00   | 0.82 |
| Votos Inválidos         | Votos Inválidos                | 226   | 5,50 / 100,00   | 3.22 |
| Total                   | Total                          | 7 761 | 100,00 / 100,00 |      |
| Eleitorado/Participação | Eleitorado/Participação        | 4 108 | 52,93 / 100,00  | 1.93 |

#### Pechão
| Partido                 | Partido                        | Votos | %               | +/-   |
| ----------------------- | ------------------------------ | ----- | --------------- | ----- |
|                         | Partido Socialista             | 696   | 48,30 / 100,00  | 14.49 |
|                         | PSD-CDS-PPM-MPT                | 286   | 19,85 / 100,00  | Novo  |
|                         | Bloco de Esquerda              | 215   | 14,92 / 100,00  | 2.43  |
|                         | Coligação Democrática Unitária | 162   | 11,24 / 100,00  | 3.87  |
| Votos Inválidos         | Votos Inválidos                | 82    | 5,69 / 100,00   | 4.71  |
| Total                   | Total                          | 2 865 | 100,00 / 100,00 |       |
| Eleitorado/Participação | Eleitorado/Participação        | 1 441 | 50,30 / 100,00  | 2.77  |

### Juntas de Freguesia

#### Quelfes
| Partido                 | Partido                        | Votos  | %               | +/-   | Mandatos | +/-  |
| ----------------------- | ------------------------------ | ------ | --------------- | ----- | -------- | ---- |
|                         | Partido Socialista             | 2 974  | 51,30 / 100,00  | 19.07 | 8 / 13   | 3    |
|                         | PSD-CDS-PPM-MPT                | 1 392  | 23,84 / 100,00  | Novo  | 3 / 13   | Novo |
|                         | Bloco de Esquerda              | 593    | 10,16 / 100,00  | 4.88  | 1 / 13   | 1    |
|                         | Coligação Democrática Unitária | 600    | 10,28 / 100,00  | 4.11  | 1 / 13   | 1    |
| Votos Inválidos         | Votos Inválidos                | 278    | 4,76 / 100,00   | 4.47  |          |      |
| Total                   | Total                          | 14 250 | 100,00 / 100,00 |       | 13 / 13  |      |
| Eleitorado/Participação | Eleitorado/Participação        | 5 838  | 40,97 / 100,00  | 3.37  |          |      |

#### Olhão
| Partido                 | Partido                        | Votos  | %               | +/-   | Mandatos | +/-  |
| ----------------------- | ------------------------------ | ------ | --------------- | ----- | -------- | ---- |
|                         | Partido Socialista             | 2 546  | 49,65 / 100,00  | 19.02 | 7 / 13   | 2    |
|                         | PSD-CDS-PPM-MPT                | 1 382  | 26,95 / 100,00  | Novo  | 4 / 13   | Novo |
|                         | Bloco de Esquerda              | 511    | 9,96 / 100,00   | 1.20  | 1 / 13   | 1    |
|                         | Coligação Democrática Unitária | 467    | 9,11 / 100,00   | 6.22  | 1 / 13   | 1    |
| Votos Inválidos         | Votos Inválidos                | 222    | 4,33 / 100,00   | 3.39  |          |      |
| Total                   | Total                          | 12 682 | 100,00 / 100,00 |       | 13 / 13  |      |
| Eleitorado/Participação | Eleitorado/Participação        | 5 128  | 40,44 / 100,00  | 4.31  |          |      |

#### União das freguesias de Moncarapacho e Fuseta
| Partido                 | Partido                        | Votos | %               | +/-  | Mandatos | +/-     |
| ----------------------- | ------------------------------ | ----- | --------------- | ---- | -------- | ------- |
|                         | PSD-CDS-PPM-MPT                | 1 813 | 44,13 / 100,00  | Novo | 7 / 13   | Novo    |
|                         | Partido Socialista             | 1 532 | 41,92 / 100,00  | 3.15 | 5 / 13   | Estável |
|                         | Coligação Democrática Unitária | 379   | 8,96 / 100,00   | 3.08 | 1 / 13   | Estável |
|                         | Bloco de Esquerda              | 193   | 7,40 / 100,00   | 0.73 | 0 / 13   | Estável |
| Votos Inválidos         | Votos Inválidos                | 191   | 5,50 / 100,00   | 3.22 |          |         |
| Total                   | Total                          | 7 761 | 100,00 / 100,00 |      | 13 / 13  |         |
| Eleitorado/Participação | Eleitorado/Participação        | 4 108 | 52,93 / 100,00  | 1.93 |          |         |

#### Pechão
| Partido                 | Partido                        | Votos | %               | +/-   | Mandatos | +/-  |
| ----------------------- | ------------------------------ | ----- | --------------- | ----- | -------- | ---- |
|                         | Partido Socialista             | 775   | 53,78 / 100,00  | 14.89 | 6 / 9    | 2    |
|                         | PSD-CDS-PPM-MPT                | 227   | 15,75 / 100,00  | Novo  | 1 / 9    | Novo |
|                         | Bloco de Esquerda              | 205   | 14,23 / 100,00  | 2.37  | 1 / 9    | 1    |
|                         | Coligação Democrática Unitária | 163   | 11,31 / 100,00  | 4.40  | 1 / 9    | 1    |
| Votos Inválidos         | Votos Inválidos                | 71    | 4,93 / 100,00   | 2.78  |          |      |
| Total                   | Total                          | 2 865 | 100,00 / 100,00 |       | 9 / 9    |      |
| Eleitorado/Participação | Eleitorado/Participação        | 1 441 | 50,30 / 100,00  | 2.77  |          |      |

| Freguesia                                     | 2013-2017 | 2013-2017          | 2013-2017      | 2017-2021 | 2017-2021          | 2017-2021      |
| --------------------------------------------- | --------- | ------------------ | -------------- | --------- | ------------------ | -------------- |
| Quelfes                                       |           | Partido Socialista | 32,23 / 100,00 |           | Partido Socialista | 51,30 / 100,00 |
| Olhão                                         |           | Partido Socialista | 30,63 / 100,00 |           | Partido Socialista | 49,65 / 100,00 |
| União das freguesias de Moncarapacho e Fuseta |           | PPD/PSD            | 44,14 / 100,00 |           | PSD-CDS-PPM-MPT    | 44,13 / 100,00 |
| Pechão                                        |           | Partido Socialista | 38,89 / 100,00 |           | Partido Socialista | 53,78 / 100,00 |